# Bahir Dar

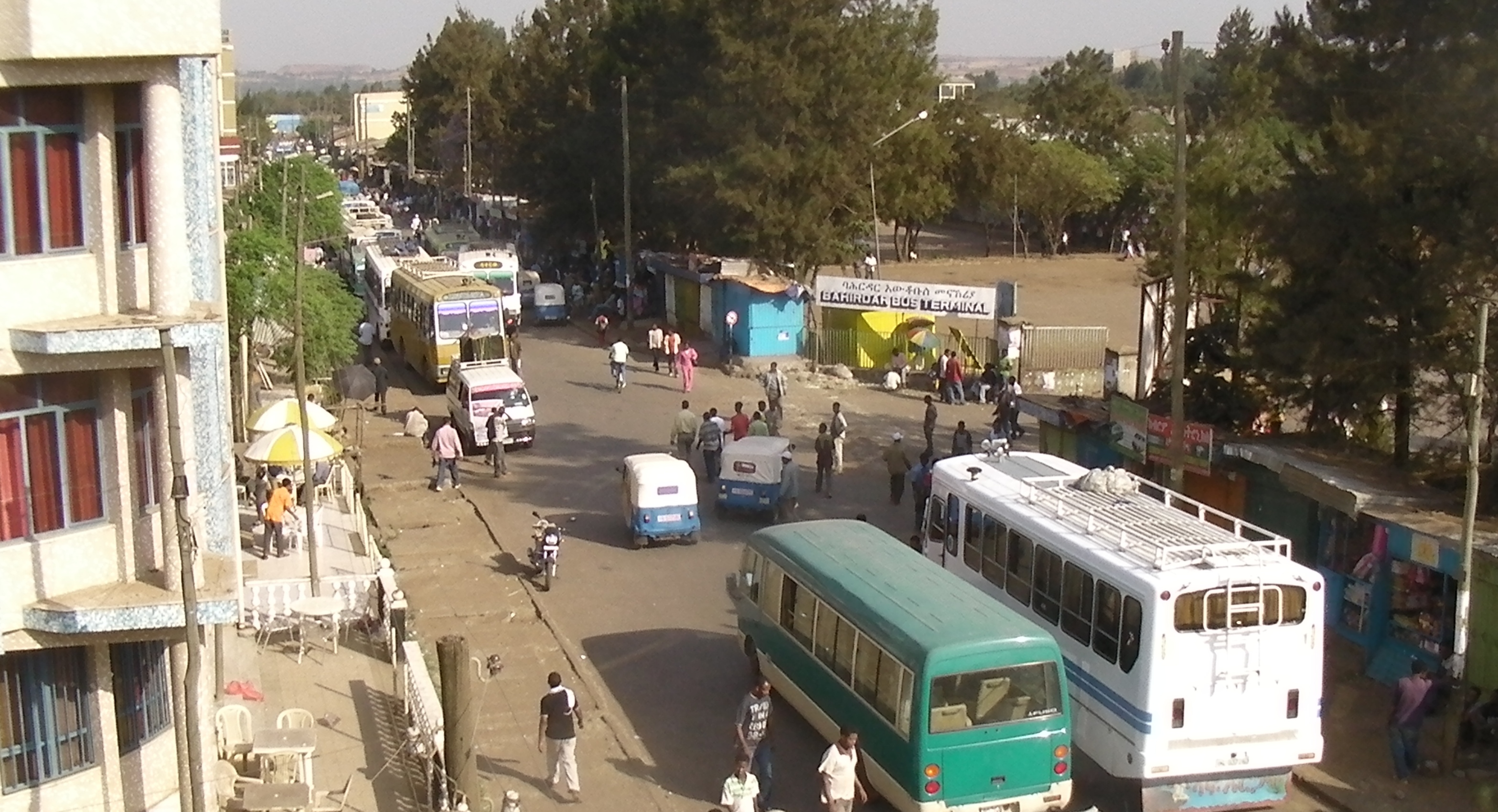
Gata i Bahir Dar.

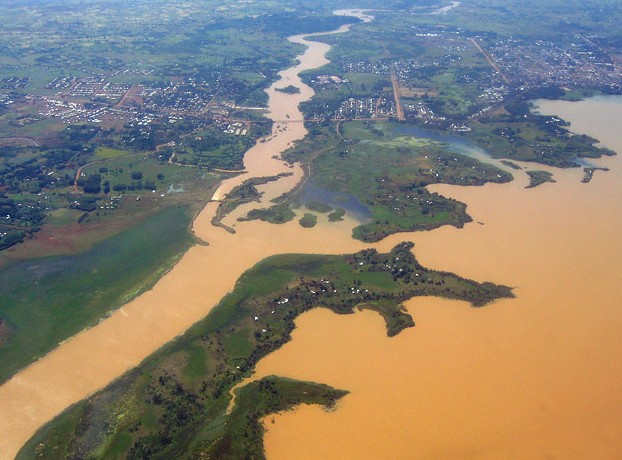
Flygbild från norr, vid Blå Nilens utflöde ur Tanasjön. Bahir Dar till höger, med bro till staden Tis Abay till vänster.

Bahir Dar är en stad i norra Etiopien och är den administrativa huvudorten för Amhararegionen. Den är belägen vid Tanasjöns sydöstra kust, med Blå Nilen strax öster om staden. Folkmängden beräknades till 170 267 invånare 2011, varav 75 302 var män och 94 965 kvinnor. Bahir Dar är huvudort för en speciell wereda, som har samma namn som staden och omfattar ytterligare tre städer samt en del landsbygd. Staden har en flygplats några kilometer västerut.

## Administrativ indelning
Bahir Dar är indelad i nio kebele:
- Belay Zekele
- Fasilo
- Ginbot Haya
- Gish Abay
- Hidar 11
- Sefene Selam
- Shibit
- Shum Abo
- Tana